# Zac Thompson
Zac Thompson (Billinge, 1993. január 5.) angol labdarúgó, középpályás. A másodosztályú Leeds játékosa.